# Henry FitzJames, I duca di Albemarle
Henry FitzJames (Città di Westminster, 6 agosto 1673 – 16 dicembre 1702) era figlio di Giacomo II Stuart, re di Scozia e d’Inghilterra, e della sua amante Arabella Churchill.

## Biografia
FitzJames nacque nel 1673. Egli era fratello di James, maresciallo di Francia. Il 20 luglio 1700 Henry sposò Marie Gabrielle d'Audibert de Lussan, figlia ed erede di Jean d'Audibert, conte di Lussan. La coppia ebbe una figlia postuma, Christine Marie Jacqueline Henriette, nata il 29 maggio 1703 a Bagnols-sur-Cèze, in Linguadoca, Francia (divenne poi monaca). La vedova, Marie Gabrielle d'Audibert de Lussan, duchessa di Albemarle, si risposò nel maggio del 1707 a Saint-Germain-en-Laye, con John Drummond, marchese di Forth, poi II duca di Melfort (*1682 †1754).

## Titoli non riconosciuti
FitzJames venne creato duca di Albemarle, assieme ai titoli sussidiari di conte di Rochford e barone Romney, da suo padre il 13 gennaio 1696, ma tale titolo venne riconosciuto solo dai giacobiti. Egli venne inoltre nominato Gran Priore del Priorato inglese dell'Sovrano Militare Ordine di Malta.

## Ascendenza
|                                                    |                    |                                   | Genitori                                     |  |  | Nonni |  |  | Bisnonni                                         |  |  | Trisnonni                  |  |
|                                                    |                    |                                   |                                              |  |  |       |  |  | James I, re d'Inghilterra, di Scozia e d'Irlanda |  |  | Henry Stuart, lord Darnley |  |
|                                                    |                    |                                   |                                              |  |  |       |  |  | James I, re d'Inghilterra, di Scozia e d'Irlanda |  |  | Henry Stuart, lord Darnley |  |
|                                                    |                    | Mary, regina di Scozia            |                                              |  |  |       |  |  | James I, re d'Inghilterra, di Scozia e d'Irlanda |  |  |                            |  |
| Charles I, re d'Inghilterra, di Scozia e d'Irlanda |                    |                                   |                                              |  |  |       |  |  | James I, re d'Inghilterra, di Scozia e d'Irlanda |  |  |                            |  |
|                                                    |                    | Anna di Danimarca                 | Frederik II, re di Danimarca e Norvegia      |  |  |       |  |  |                                                  |  |  |                            |  |
|                                                    |                    | Anna di Danimarca                 | Frederik II, re di Danimarca e Norvegia      |  |  |       |  |  |                                                  |  |  |                            |  |
|                                                    |                    | Anna di Danimarca                 | Sophie di Meclemburgo-Güstrow                |  |  |       |  |  |                                                  |  |  |                            |  |
| James II, re d'Inghilterra, di Scozia e d'Irlanda  |                    | Anna di Danimarca                 |                                              |  |  |       |  |  |                                                  |  |  |                            |  |
|                                                    |                    | Henri IV, re di Francia e Navarra | Antoine, duca di Vendôme                     |  |  |       |  |  |                                                  |  |  |                            |  |
|                                                    |                    | Henri IV, re di Francia e Navarra | Antoine, duca di Vendôme                     |  |  |       |  |  |                                                  |  |  |                            |  |
|                                                    |                    | Henri IV, re di Francia e Navarra | Jeanne III, regina di Navarra                |  |  |       |  |  |                                                  |  |  |                            |  |
| Henriette-Marie di Francia                         |                    | Henri IV, re di Francia e Navarra |                                              |  |  |       |  |  |                                                  |  |  |                            |  |
|                                                    |                    | Maria de' Medici                  | Francesco I de' Medici, granduca di Toscana  |  |  |       |  |  |                                                  |  |  |                            |  |
|                                                    |                    | Maria de' Medici                  | Francesco I de' Medici, granduca di Toscana  |  |  |       |  |  |                                                  |  |  |                            |  |
|                                                    |                    | Maria de' Medici                  | Johanna d'Austria                            |  |  |       |  |  |                                                  |  |  |                            |  |
| Henry FitzJames, I duca di Albemarle               |                    | Maria de' Medici                  |                                              |  |  |       |  |  |                                                  |  |  |                            |  |
|                                                    | Sir John Churchill | Jasper Churchill                  |                                              |  |  |       |  |  |                                                  |  |  |                            |  |
|                                                    | Sir John Churchill | Jasper Churchill                  |                                              |  |  |       |  |  |                                                  |  |  |                            |  |
|                                                    | Sir John Churchill | Elizabeth Chaplet                 |                                              |  |  |       |  |  |                                                  |  |  |                            |  |
| Sir Winston Churchill                              | Sir John Churchill |                                   |                                              |  |  |       |  |  |                                                  |  |  |                            |  |
|                                                    |                    | Sarah Winston                     | Sir Henry Winston                            |  |  |       |  |  |                                                  |  |  |                            |  |
|                                                    |                    | Sarah Winston                     | Sir Henry Winston                            |  |  |       |  |  |                                                  |  |  |                            |  |
|                                                    |                    | Sarah Winston                     | Dionise Bond                                 |  |  |       |  |  |                                                  |  |  |                            |  |
| Arabella Churchill                                 |                    | Sarah Winston                     |                                              |  |  |       |  |  |                                                  |  |  |                            |  |
|                                                    |                    | Sir John Drake                    | John Drake                                   |  |  |       |  |  |                                                  |  |  |                            |  |
|                                                    |                    | Sir John Drake                    | John Drake                                   |  |  |       |  |  |                                                  |  |  |                            |  |
|                                                    |                    | Sir John Drake                    | Dorothy Button                               |  |  |       |  |  |                                                  |  |  |                            |  |
| Elizabeth Drake                                    |                    | Sir John Drake                    |                                              |  |  |       |  |  |                                                  |  |  |                            |  |
|                                                    |                    | Eleanor Boteler                   | John Boteler, I barone Boteler di Brantfield |  |  |       |  |  |                                                  |  |  |                            |  |
|                                                    |                    | Eleanor Boteler                   | John Boteler, I barone Boteler di Brantfield |  |  |       |  |  |                                                  |  |  |                            |  |
|                                                    |                    | Eleanor Boteler                   | Elizabeth Villiers                           |  |  |       |  |  |                                                  |  |  |                            |  |
|                                                    |                    | Eleanor Boteler                   |                                              |  |  |       |  |  |                                                  |  |  |                            |  |